# Pasta e ceci

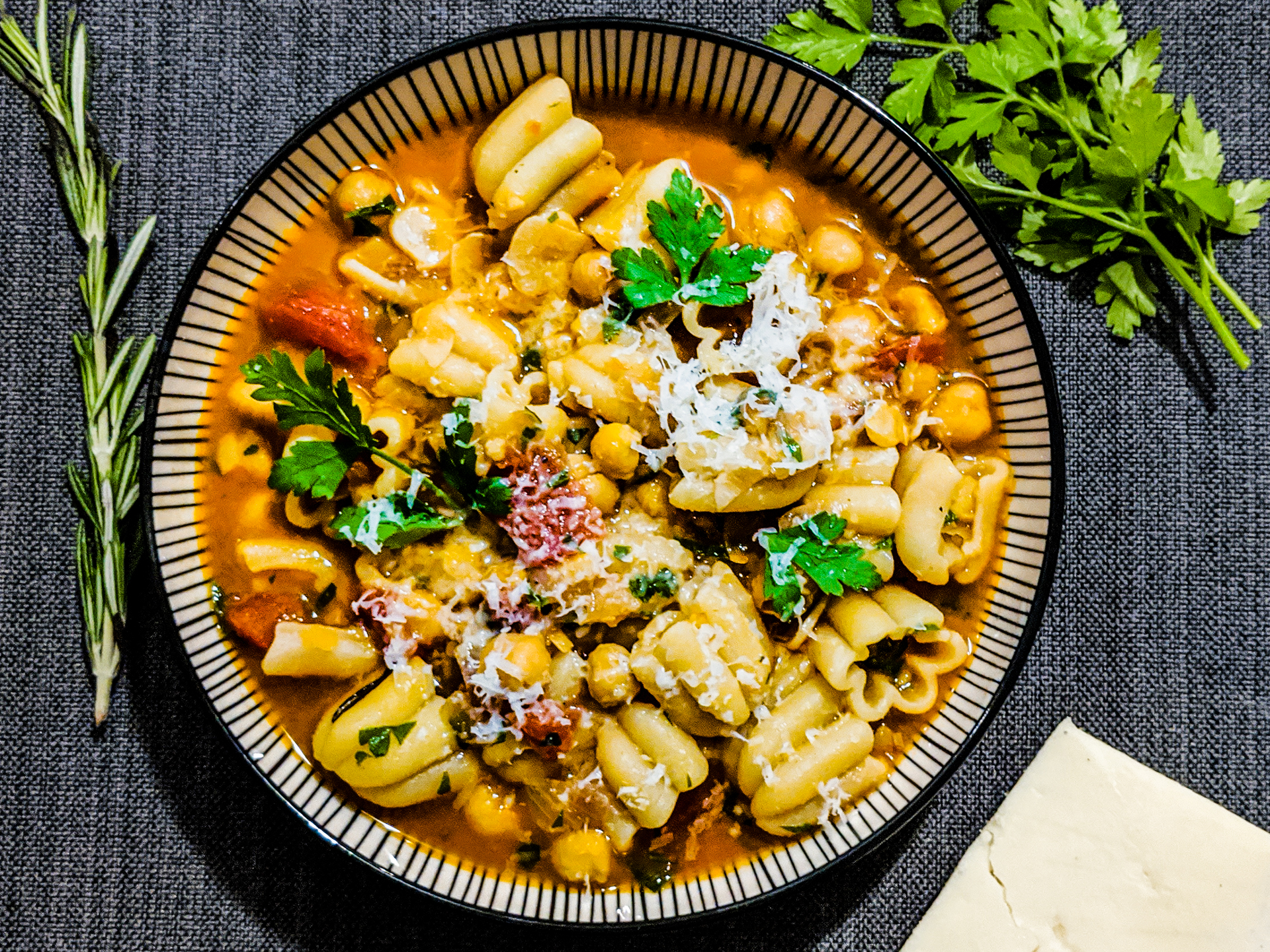

Pasta e ceci (pasta met kikkererwten) is een populair gerecht in Midden- en Zuid-Italië. Het is een arm maar zeer voedzaam gerecht, omdat kikkererwten - zoals alle peulvruchten - een aanzienlijke hoeveelheid eiwitten bevatten; door dit eiwit te combineren met dat van pasta kan de kwaliteit ervan worden geoptimaliseerd.

## Geschiedenis
Van zeer oude oorsprong, werd het genoemd door Horatius in zijn Satiren.

## Versies
Dit gerecht is populair in Basilicata en staat in de regio bekend als het "piatto del brigante" (struikroversgerecht), omdat het in de 19e eeuw een delicatesse zou zijn geweest voor Lucanische struijkrovers. In Campanië is het zeer gebruikelijk in het zuiden van de provincie Salerno en in het bijzonder in Cilento. In beide regio's wordt het vaak bereid met lagàne, een oude pastasoort die lijkt op kortere en bredere tagliatelle, genoemd in de werken van Horatius, waaraan het zijn gebruikelijke naam ontleent: Lagàne e ceci.
In de Romeinse versie wordt ook ansjovis toegevoegd.
In Apulië, waar het bekend staat als ciceri e tria, is het de oudste eerste gang en een symbool van de Salento-keuken. Het wordt door het ministerie van Landbouw, voeding en bosbouw erkend als een traditioneel agrovoedingsproduct uit Apulië en is opgenomen in de 20e herziening van 2020. In het traditionele recept wordt een deel van de pasta gebakken en dan samen met de rest en de kikkererwten aan het gerecht toegevoegd. Het is een integraal onderdeel van de Tavole di San Giuseppe. 
Afhankelijk van de versie kan dit een pastagerecht, een soep of een stoofpot zijn.